# Харьковская улица (Москва)
Ха́рьковская у́лица — улица в Южном административном округе города Москвы на территории муниципального округа (района) Бирюлёво Западное. Пролегает между улицей Подольских Курсантов и Булатниковским проездом (После перекрёстка, на котором слева примыкает Востряковский проезд, а справа примыкает Харьковский проезд, Харьковская улица продолжается, уже как Улица Подольских Курсантов). Нумерация домов ведётся от Булатниковского проезда.

## История
Названа по городу Харьков Украинской ССР по Решению Исполнительного комитета Московского городского Совета депутатов трудящихся от 31.05.1973 № 20/7 «О наименовании и упразднении названий улиц в Советском районе».

## Расположение
Харьковская  улица пролегает между улицей Подольских Курсантов и Булатниковским проездом (После примыкания слева Востряковского проезда Харьковскую улицу продолжает улица Подольских Курсантов).
Слева прилегает: Востряковский проезд.
Справа прилегает: Харьковский проезд.
Харьковскую улицу пересекает Медынская улица.

## Примечательные места, здания и сооружения

### Здания
Всего зданий: 29; наибольший номер дома - 8к2с3.
По нечётной стороне:
- 1а — школа № 2001;
- 1б — ОВД по району Бирюлёво Западное ЮАО г. Москвы; отдел управления Федеральной миграционной службы по г. Москве в ЮАО; инженерная служба района Бирюлёво Западное;
- 7-а, с.1 — «Пятёрочка».

По чётной стороне:
- 2 — «Суперлента»;
- 4, к.3 — «Перекрёсток», «Пятёрочка»;
- 8, к.2, с.2 — «Почта России», отд. 117546; магазин одежды и обуви.

## Транспорт

### Автобус
- Автобусы:

м96: Бирюлёво Западное — Красный Маяк

м97: Бирюлёво Западное — Битцевская аллея

921: Бирюлёво Западное —  Царицыно

с908: Посёлок Измайлово — Платформа Чертаново

с960:  Южная — Харьковский проезд
- Маршрутное такси:

609:  Пражская —  Битца (МЦД)

### Метро
- Станция метро «Пражская»
- Станция метро «Южная»

### Железнодорожный транспорт
- Станция Бирюлёво-Товарная Павелецкого направления Московской железной дороги — восточнее улицы, на Булатниковском проезде
- Станция Бирюлёво-Пассажирская Павелецкого направления Московской железной дороги — восточнее улицы, на Булатниковском проезде
- Станция Красный Строитель Курского направления Московской железной дороги — западнее улицы, на Дорожной улице
- Платформа Покровское Курского направления Московской железной дороги — северо-западнее улицы, между улицей Подольских Курсантов и 3-м Дорожным проездом